# Пасич, Геннадий Анатольевич
Генна́дий Анато́льевич Па́сич (укр. Геннадій Анатолійович Пасіч; род. 13 июля 1993, Днепродзержинск, Днепропетровская область) — украинский футболист, полузащитник клуба ЛНЗ.

## Ранние годы
Родился 13 июля 1993 в городе Днепродзержинск (ныне — Каменское), как и его брат-близнец Евгений. В ДЮФЛУ защищал цвета днепродзержинского «Энергоюниора» (2006) и днепропетровского «Интера» (2006—2010).

## Клубная карьера
В 2011 году подписал свой первый профессиональный контракт, с днепропетровским «Днепром», но в составе главной команды «днепрян» не сыграл ни одного матча. В сезоне 2010/11 годов выступал во второлиговом фарм-клубе «Днепр-2». В составе второй команды днепропетровцев дебютировал 1 августа 2010 года в проигранном гостевом матче (1:2) 2-го тура группы Б второй лиги чемпионата Украины против ФК «Полтава», выйдя на поле на 41-й минуте. Первым голом в профессиональной карьере отметился 7 мая 2011 в проигранном домашнем матче (2:3) 18-го тура группы Б второй лиги чемпионата Украины против донецкого «Шахтёра-3». Вышел в том матче в стартовом составе и отыграл весь поединок, а на шестьдесят пятой минуте отличился голом. Всего в футболке «Днепра-2» провел 19 матчей и отметился 1 голом. В составе юниорской и молодёжной команд «Днепра» сыграл 61 матч и отметился 4-мя голами.
В январе 2014 году на правах аренды перешел в «Нефтяник». По окончании сезона подписал полноценный контракт с ахтырской командой. В составе «Нефтяника» дебютировал 26 июля 2014 в победном выездном матче (0:2) 1-го тура первой лиги чемпионата Украины против харьковского «Гелиоса». Геннадий вышел в стартовом составе команды и отыграл весь поединок. Дебютным голом в футболке ахтырской команды отметился 16 августа 2014 в выездном матче 4-го тура первой лиги чемпионата Украины против «Звезды» из Кропивницкого. Поединок завершился со счетом 2:0. Геннадий вышел в стартовом составе, а на тридцать второй минуте отличился голом, а на семьдесят первом минуте его заменил Иван Сондей. Всего в футболке ахтырской команды в чемпионатах Украины сыграл 78 матчей и отметился 11-ю голами.
Летом 2017 перешел в состав новичка Премьер-лиги ровенского «Вереса», в составе которого 16.07.2017 дебютировал в украинском элитном дивизионе в матче с «Мариуполем» (0:0). В начале следующего года перешел в другой клуб Премьер-лиги «Олимпик». Покинул команду в декабре 2019 года.

## Клубная статистика
| Сезон              | Клуб               | Лига               | Чемпионат | Чемпионат | Кубок | Кубок | Еврокубки | Еврокубки | Всего | Всего |
| Сезон              | Клуб               | Лига               | Игры      | Голы      | Игры  | Голы  | Игры      | Голы      | Игры  | Голы  |
| ------------------ | ------------------ | ------------------ | --------- | --------- | ----- | ----- | --------- | --------- | ----- | ----- |
| 2013/14            | Нефтяник-Укрнефть  | Первая лига        | 10        | 1         | —     | —     | —         | —         | 10    | 1     |
| 2014/15            | Нефтяник-Укрнефть  | Первая лига        | 25        | 3         | 1     | 0     | —         | —         | 26    | 3     |
| 2015/16            | Нефтяник-Укрнефть  | Первая лига        | 26        | 3         | 0     | 0     | —         | —         | 26    | 3     |
| 2016/17            | Нефтяник-Укрнефть  | Первая лига        | 31        | 4         | 4     | 1     | —         | —         | 35    | 5     |
| Итого Первая лига: | Итого Первая лига: | Итого Первая лига: | 82        | 11        | 5     | 1     | —         | —         | 87    | 12    |
| 2017/18            | Верес              | Премьер-лига       | 15        | 1         | 3     | 0     | —         | —         | 18    | 1     |
| Итого за Верес:    | Итого за Верес:    | Итого за Верес:    | 15        | 1         | 3     | 0     | —         | —         | 18    | 1     |
| 2017/18            | Олимпик            | Премьер-лига       | 11        | 1         | —     | —     | —         | —         | 11    | 1     |
| 2018/19            | Олимпик            | Премьер-лига       | 12        | 2         | 1     | 0     | —         | —         | 13    | 2     |
| Итого за Олимпик:  | Итого за Олимпик:  | Итого за Олимпик:  | 23        | 3         | 1     | 0     | —         | —         | 24    | 3     |
| Итого УПЛ:         | Итого УПЛ:         | Итого УПЛ:         | 38        | 4         | 4     | 0     | —         | —         | 42    | 4     |
| Итого:             | Итого:             | Итого:             | 120       | 15        | 9     | 1     | —         | —         | 129   | 16    |